# IMacros
iMacros — программа, которая позволяет сохранять и воспроизводить действия пользователя. Распространяется как в виде платной версии, с бо́льшим функционалом, так и в виде расширений для браузеров Mozilla Firefox, Google Chrome (и других браузеров на основе Chromium) и Internet Explorer. Такие функциональные возможности присущи программному обеспечению для тестирования web, а также программам для автоматического заполнения web-форм. Макросы могут комбинироваться и управляться через javascript. Примеры макросов и управляющих javascript-ов поставляются вместе с дистрибутивом. Приложение было разработано компанией iOpus. Текущая стабильная версия iMacros имеет номер 11.1, выпущена в 2016 году.
Коммерческая версия iMacros имеет дополнительные возможности по автоматизации web, сбору информации, мониторингу интернет-серверов и тестированию web. В дополнение к работе с HTML-страницами, эта версия может автоматизировать Flash, Flex, Silverlight и Java-апплеты с помощью Directscreen и технологии распознавания изображений.